# San Isidro (Davao del Norte)
San Isidro ist eine philippinische Stadtgemeinde in der Provinz Davao del Norte.

## Geografie
Die Stadtgemeinde San Isidro liegt auf der südlichen philippinischen Hauptinsel Mindanao im Nordosten der Provinz Davao del Norte. Sie grenzt im Norden und Westen an Kapalong und im Süden ebenfalls an Kapalong sowie an Asuncion. Im Osten befindet sich die Stadtgemeinde Laak in der Provinz Davao de Oro. Das Gebiet besteht aus sanft geschwungenen Hügeln und flachem Terrain. San Isidro wird sowohl zum Klimatyp II als auch zum Klimatyp IV nach der Philippinischen Klimaklassifizierung gerechnet, die beide durch das Fehlen einer Trockenzeit charakterisiert sind. Klimatyp II zeichnet sich darüber hinaus durch große Regenmengen von November bis Januar aus.

### Baranggays
San Isidro ist politisch in 13 Baranggays unterteilt.
- Dacudao
- Datu Balong
- Igangon
- Kipalili
- Libuton
- Linao
- Mamangan
- Monte Dujali
- Pinamuno
- Sabangan
- San Miguel
- Santo Niño
- Sawata

## Bevölkerungsstruktur und -entwicklung
Die ersten Siedler gehörten zu den Ethnien der Dibabawon, Aetas, Mandaya und Bagobo. San Isidro hat 26.651 Einwohner (Zensus 1. August 2015).

## Geschichte
Die Stadtgemeinde San Isidro wurde am 27. Juni 2004 nach der Verabschiedung des Republic Act Nr. 9265 gegründet. Sie wurde aus sechs zuvor zu Asuncion und sieben zuvor zu Kapalong gehörenden Baranggays gebildet.

## Verkehr
Das Straßennetz der Stadtgemeinde besteht aus Provinzstraßen, jedoch ist eine in Nord-Süd-Richtung verlaufende Nationalstraße geplant.